# Бленьи
Бленьи́ (фр. Blegny, валлон. Blegné / Blegneye / Blègné) — коммуна в Валлонии, расположенная в провинции Льеж, округ Льеж. Принадлежит Французскому языковому сообществу Бельгии. На площади 26,07 км² проживают 12 799 человек (плотность населения — 491 чел./км²), из которых 49,21 % — мужчины и 50,79 % — женщины. Средний годовой доход на душу населения в 2003 году составлял 13 340 евро.
Почтовые коды: 4670—4672. Телефонный код: 04.